# El Llor
El Llor  es una localidad española del municipio de Torrefeta i Florejacs, perteneciente a la provincia de Lérida, en la comunidad autónoma de Cataluña.

## Historia
Hacia mediados del siglo XIX, el lugar, por entonces perteneciente al municipio de Torrefeta, tenía contabilizada una población de 51 habitantes. La localidad aparece descrita en el décimo volumen del Diccionario geográfico-estadístico-histórico de España y sus posesiones de Ultramar de Pascual Madoz de la siguiente manera:

LLOR: l. agregado al ayunt. de Torrafeta en la prov. de Lérida (9 1/2 leg.), part. jud. de Cervera (5/6), aud. terr. y c. g. de Barcelona (14 1/2), dióc. de Solsona (6): está sit. en la falda de un cerro dende le dominan los vientos del E. y O. disfrutando de un clima templado y saludable. Lo forman 19 casas, un ant. cast. mal conservado que se halla á un estremo; la igl. parr. (San Julian) que comprende los anejos de Alfar y de Castell de Meyá, cuyo curato es de primer ascenso y lo sirve un cura párroco; y contiguo á ella como á 15 pasos del pueblo el cementerio. Confina el térm. por el N. con San Gusin de la Plana; E. Alfar; S. Caras y Tudela, y O. Bellbehí: dentro de él hay una ermita bajo la advocacion de Ntra. Sra. del Remedio, sit. á menos de un cuarto de hora del pueblo á la mitad de una cuesta que dirije al castillo de Meyá; tambien pasa por él una acequia que sirve para riego y tiene su origen en un manantial nombrado Pou de Madern, en el térm. de Vichfret. El terreno parte llano y parte montuoso, es en lo general de mediana é ínfima calidad, tienen plantados algunos nogales, almendros y pocos olivos, ademas de una pequeña porcion dedicada á huerta de hortalizas. Los caminos se dirijen á Guisona y Cervera en mal estado, recibiendo la correspondencia de este último punto por un encargado que pasa á recogerla dos veces á la semana. prod.: trigo, cebada, vino y hortalizas; cria ganado vacuno y mular para la labranza; caza de perdices, pero muy pocas. ind.: agricultura y un molino harinero. pobl.: 9 vec., 51 alm. cap. imp.: 29,403 rs. contr.: el 14'48 por 100 de esta riqueza.
(Madoz, 1847, p. 506)

En la actualidad forma parte del municipio de Torrefeta i Florejacs. En 2022, la entidad singular de población tenía empadronados 56 habitantes y el núcleo de población 51 habitantes.

## Patrimonio
En la localidad hay una iglesia bajo la advocación de San Julián.